# Junpei Morishita
Junpei Morishita (jap. 森下純平 Morishita Junpei; ur. 5 kwietnia 1990 w Hakusan w prefekturze Ishikawa) – japoński judoka, mistrz świata. 

## Kariera sportowa
Największym sukcesem zawodnika jest złoty medal mistrzostw świata w 2010 roku w kategorii do 66 kg.